# April
För andra betydelser, se April (olika betydelser).
April är årets fjärde månad i den gregorianska kalendern och har 30 dagar. Den innehåller årets 91:a till 120:e dag (92:a till 121:a vid skottår). Namnet kommer troligen av latinets aprilis, en avledning av aperire, 'öppna', men det finns även ett antal andra möjligheter. Betydelsen härstammar sannolikt från att jorden öppnar sig när växter börjar gro.
I Sverige kallades april förr för gräsmånad eller grödemånad (se gammelnordiska kalendern), i Danmark fåremåned. 
Månaden april är förknippad med en del sedvänjor, talesätt och skrock. Aprilsnö ger fåragö, snöar det i april blir det gott om mat för fåren (boskapen). Man får lov att luras den 1 april (se aprilskämt) med ramsan April, april, din dumma sill, jag kan lura dig vart jag vill!.

## Det händer i april

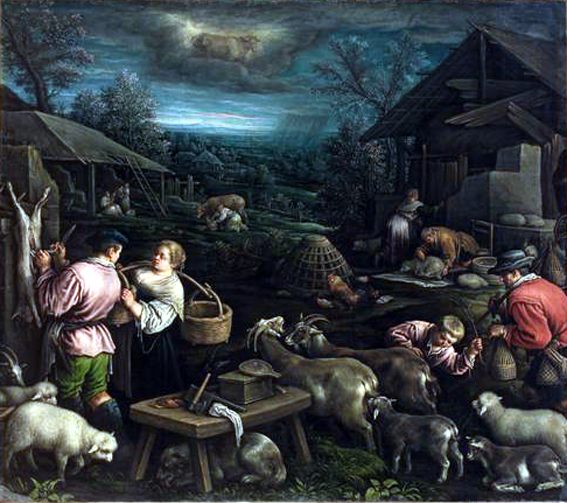
April, Leandro Bassano

### Högtider
- Världshälsodagen firas den 7 april.
- Romernas internationella dag firas den 8 april[3]
- På World Voice Day den 16 april uppmärksammas den mänskliga rösten genom olika slags evenemang världen över.
- På Island firas den första sommardagen torsdagen mellan den 19 och 25 april.
- Internationella cannabisdagen 20 april.
- Jordens dag firas den 22 april.
- Världsbokdagen firas den 23 april.
- Valborgsmässoafton firas den 30 april.[4]

### Sport

#### Ishockey
- I Sverige avgörs SM-slutspelet i ishockey (år 2021 är den senarelagd pga pandemin) i början av april.

#### Fotboll
- I bland annat Finland, Norge, Sverige och USA börjar de större fotbollsserierna för säsongen.

#### Ridsport
- Henriksdal Spring Tour, en fristående elittävling i banhoppning arrangeras under två veckoslut på Stall Henriksdal i Sjöbo i Sverige.

## Samband
- April börjar alltid på samma veckodag som juli, och skottår även samma dag som januari.